# Sutilizona theca
Sutilizona theca là một loài ốc biển, là động vật thân mềm chân bụng sống ở biển thuộc họ Sutilizonidae.